# Мумия возвращается
«Мумия возвращается» (англ. The Mummy Returns) — американский приключенческий боевик 2001 года сценариста и режиссёра Стивена Соммерса с Бренданом Фрэйзером, Рэйчел Вайс, Джоном Ханной, Арнольдом Вослу, Одедом Фером, Патрисией Веласкес, Фредди Боатом, Аланом Армстронгом, Дуэйном Джонсоном (первая роль в кино) в главных ролях. Фильм является продолжением фильма «Мумия» и был выпущен компанией Universal Pictures.
Фильм вдохновил на приквел 2002 года «Царь скорпионов», спин-офф, действие которого происходит 5000 лет назад, и одноимённого персонажа, представленного в этом фильме. Фильм имел коммерческий успех, несмотря на смешанные отзывы.

## Сюжет
В 3067 году до н. э. жестокий воин, известный как Царь Скорпион, ведёт свою армию в поход, чтобы завоевать мир. Это отсылка к фараону додинастического периода Скорпиону I, по предположениям египтологов впервые объединившему египетские протогосударства в самую первую империю.
Семь лет спустя армия Царя Скорпионов потерпела поражение при Фивах и была оттеснена в священную пустыню Ам-Шер, где его люди один за другим умирали от зноя, пока в живых не остался лишь сам великий воин. Умирая, Царь Скорпионов заключает сделку с богом смерти и темноты Анубисом: если Анубис пощадит Царя Скорпиона и дарует ему возможность одолеть врагов, то Царь Скорпион отдаст Анубису свою душу. В знак сделки он съедает выползшего из песка скорпиона. Анубис снисходит к мольбе и сохраняет Царю Скорпионов жизнь. Пустыня Ам-Шер превращается в оазис, чтобы скрыть пирамиду Царя Скорпионов, и Анубис ставит его во главе своей армии демонических воинов-полушакалов.
С помощью армии Анубиса Царь Скорпионов завоёвывает Фивы, мстя за своё поражение, и древнеегипетское божество навеки забирает его душу себе в услужение. Армия Анубиса возвращается в пески, из которых она вышла, и впадает в спячку, ожидая того дня, когда её разбудят вновь.
В 1933 году Рик и Эвелин О’Коннеллы в древнем храме Египта находят браслет Анубиса, который ранее носил Царь Скорпион. В Лондоне браслет из любопытства надевает их восьмилетний сын Александр, и тот показывает мальчику видения полёта к мифическому оазису Ам-Шер. В этот момент на резиденцию О’Коннелов нападают и похищают Эвелин служители культа Имхотепа во главе с куратором Британского музея Балтусом Хафезом. Злоумышленники собираются воскресить с помощью «Книги мёртвых» жреца Имхотепа в надежде, что тот одолеет Царя Скорпиона и возьмёт под контроль армию Анубиса для захвата власти над миром. В числе нападавших — воин по имени Лок-На и Мила Наис, реинкарнация любовницы Имхотепа Анк-су-намун. Рик отправляется спасать Эвелин в сопровождении её брата Джонатана Карнахана, держащего при себе золотой скипетр, и вождя меджаев Ардета Бея, пришедшего на помощь друзьям.
Совершая обряд, Хафез готовится принести Эвелин в жертву, но Рик О’Коннелл спасает свою жену. Между Риком и служителями культа Имхотепа завязывается нешуточная драка. Сам Имхотеп оживляет воинов-мумий, приказывая им убить Рика и его друзей. Освободив Эвелин, они сбегают на двухэтажном автобусе и отрываются от погони, но вскоре Лок-На похищает Алекса, и тот вместе с культом путешествует в Египет, чтобы провести их к Ам-Шеру. О’Коннеллы преследуют злодеев вместе с другом Рика из прошлых приключений — воздухоплавателем Иззи Баттонсом, пилотирующем газовый дирижабль.
Браслет дает Алексу направление к Ам-Шеру, и культисты едут туда на поезде, попутно делая остановку в Карнаке. Во время поездки Алекс встречается с Имхотепом и тот раскрывает ему, что браслет Анубиса является не только даром, но и проклятием одновременно: до пробуждения Царя Скорпионов должно пройти семь дней, и если Алекс не войдёт в пирамиду Царя Скорпионов до того, как луч солнца коснётся её вершины тем же утром, браслет убьёт его. На пути к оазису Алекс оставляет подсказки для своих родителей (например, сделанные из песка храм Исиды на острове Филе и великий храм Абу-Симбел), которые следуют на дирижабле Иззи. Имхотеп использует Книгу Мертвых, чтобы дать Миле Наис душу Анк-су-намун, но при этом непреднамеренно позволяет Эвелин восстановить её воспоминания о своей предыдущей жизни: в прошлом она была принцессой Нефертири, хранительницей браслета и родной дочерью фараона Сети I; Рик является меджаем, которому доверена её жизнь (о чём свидетельствует священное клеймо на правой руке Рика); Вместе с Алексом, носителем браслета, они составляют три грани пирамиды, и когда браслет достигнет пирамиды, он пробудит Царя Скорпиона, который в свою очередь призовёт армию Анубиса для захвата мира (всё это было предопределено тысячи лет назад).
Когда Лок-На уличает Алекса в оставлении родителям очередной подсказки, Имхотеп создаёт гигантскую волну из нильской воды, которая атакует дирижабль, заставляя О’Коннеллов упасть в джунгли Ам-Шера, несмотря на применение реактивных ускорителей. Иззи остается с дирижаблем, чтобы починить его. О’Коннеллы нападают на культ, и обе группы подвергаются нападению мумий-пигмеев, вооружённых кинжалами, копьями и духовыми трубками. Рик выручает Алекса, а Ардет убивает Лок-На в яростном поединке. Они бегут от пигмеев, которые убивают весь культ, за исключением Балтуса, Имхотепа и Анк-су-намун.
Рик и Алекс добираются до пирамиды до рассвета, где браслет отделяется от руки Алекса. Ардет перегруппировывается с меджаями на случай возрождения войска Анубиса. Эвелин смертельно ранена Анк-су-намун. Балтус надевает браслет и возрождает Армию Анубиса (хотя нечто в замочной скважине срывает всю плоть со скелета его руки). Анубис забирает у Имхотепа его сверхъестественные силы и способности, желая, чтобы он сражался как смертный. Рик находит Имхотепа, призывающего Царя Скорпионов, и сражается с ним, но Царь Скорпионов (представший перед соперниками в облике гигантского скорпионообразного чудовища) прерывает их, и Имхотеп, притворяясь слугой Царя, утверждает, что Рик был послан убить его. В пустыне бушует жестокая битва между племенами меджаев и армией Анубиса. В ходе битвы между Риком и Царём Скорпионов Балтус попадает под «горячую руку» последнего и погибает. Джонатан и Алекс крадут Книгу Мертвых у Анк-су-намун и используют её, чтобы воскресить Эвелин, которая противостоит Анк-су-намун, в то время как Алекс и Джонатан помогают Рику остановить Имхотепа и Царя Скорпиона.
Скрываясь от Царя Скорпионов, Рик обнаруживает древнеегипетский орнамент, который объясняет, что скипетр, который Джонатан носил с собой всё это время — это копьё Осириса, единственное оружие, которое может убить Царя Скорпионов. Меджаи побеждают армию Анубиса, но понимают, что ими побеждён был только авангард — на них мчится более крупная волна шакалоголовых воинов. Джонатан и Алекс переводят скипетр в форму копья, и хотя Джонатан бросает его, Имхотеп, перехватил его, чуть не нанеся Царю Скорпионов смертельный удар, Рику удаётся проткнуть им Царя Скорпионов, отчего тот низвергается в Преисподнюю вместе со своей армией.
В результате гибели Царя Скорпиона оазис и пирамида начинают самоуничтожаться. Рик и Имхотеп висят над ямой, ведущей в Преисподнюю. Рик умоляет Эвелин убегать, пока ещё не слишком поздно, но та рискуя собственной жизнью, спасает мужа. Увидев это, Имхотеп умоляет Анк-су-намун сделать то же самое, но та бросает его и пытается спастись сама. Убитый горем от предательства возлюбленной, из-за которой он и стал проклятой мумией (отчего на его совести несколько убитых людей и разгневанных богов), Имхотеп опускает руки и падает в Преисподнюю.
Анк-су-намун, пытаясь выбраться из пирамиды, падает в яму со скорпионами, которые закалывают её до летального исхода и съедают. О’Коннелы достигают вершины тонущей пирамиды, и Иззи прибывает с модифицированным дирижаблем и спасает О’Коннелов, когда оазис и пирамида исчезают (перед этим Джонатан успел забрать с вершины пирамиды алмаз).
О’Коннелы улетают в закат, Ардет Бей салютует своим друзьям на прощание, после чего уходит к своим товарищам-меджаям.

## В ролях
| Актёр                     | Роль                                                           |
| ------------------------- | -------------------------------------------------------------- |
| Брендан Фрэйзер           | Ричард «Рик» О’Коннелл                                         |
| Рэйчел Вайс               | Эвелин «Иви» Карнахан-О’Коннелл / Принцесса Нефертири          |
| Джон Ханна                | Джонатан Карнахан                                              |
| Арнольд Вослу             | верховный жрец и хранитель мёртвых Имхотеп                     |
| Одед Фер                  | лидер Меджаев Ардет Бей                                        |
| Дуэйн Джонсон             | Метаяс, Царь Скорпион                                          |
| Фредди Боат               | Александр «Алекс» О’Коннелл                                    |
| Патрисия Веласкес         | Мила Наис / Анк-Су-Намун                                       |
| Алан Армстронг            | Куратор Британского музея и лидер культа Имхотепа Балтус Хафез |
| Адевале Акиннуойе-Агбадже | Вершитель и силовик культа Имхотепа Лок-На                     |
| Шон Паркес                | Иззи Баттонс                                                   |
| Брюс Байрон               | Рэд                                                            |
| Джо Диксон                | Жак                                                            |
| Том Фишер                 | Спайви                                                         |
| Аарон Ипале               | фараон Сети I                                                  |
| Шон Кронин                | египетский верховный жрец                                      |
| Стивен Соммерс            | мужчина в ванной                                               |

## Музыка
Мумия возвращается: оригинальный саундтрек к фильму был выпущен 1 мая 2001 года на лейбле Decca Records.
Он содержит партитуру, написанную и дирижированную Аланом Сильвестри, а также версию песни «Forever May Not Be Long Enough» рок-группы Live, которая немного отличается от альбомной версии песни. Расширение из двух компакт-дисков было выпущено Intrada Records в 2018 году.

## Прием

### Театральная касса
«Мумия возвращается» заработала 23,4 миллиона долларов в первый день выхода, а на следующий день — 26,8 миллиона долларов. Это сделало его самым высоким кассовым сбором, превзойдя фильмы «Историю игрушек 2» и «Парк юрского периода: Затерянный мир» соответственно. «Мумия возвращается» будет оставаться на первом месте в прокате в течение двух недель, пока его не заберёт фильм «Шрек».
Фильм собрал 202 миллиона долларов в прокате США и Канады и 233 миллиона долларов в международном прокате, собрав более 435 миллионов долларов по всему миру, что сделало его седьмым самым кассовым фильмом 2001 года.

### Критический ответ
«Мумия возвращается» получила неоднозначные отзывы критиков. В настоящее время фильм имеет рейтинг 47 % на Rotten Tomatoes на основе 141 отзыва со средней оценкой 5,30/10. Консенсус сайта гласит: «В продолжении спецэффекты впечатляют, но персонажи кажутся второстепенными по сравнению с компьютерными изображениями». Зрители, опрошенные CinemaScore, поставили фильму среднюю оценку «A-» по шкале от A+ до F. На Metacritic средний балл, основанный на 31 обзоре, составляет 48 из 100.
Роджер Эберт, наградивший первый фильм тремя звёздами, дал второму фильму только две, заявив, что «ошибка „Мумии возвращается“ состоит в том, чтобы отказаться от персонажей и использовать сюжет только как бельевую верёвку для спецэффектов и боевиков». Джеймс Берардинелли из ReelViews дал фильму две с половиной звезды (из четырёх), назвав его «пустым, лёгким развлечением — не неприятным, но далёким от окончательного летнего приключенческого боевика».
Кеннет Туран из Los Angeles Times дал фильму положительную рецензию, похвалив его «постоянные повороты сюжета, дерзкую чувственность и вездесущие последовательности действий».

## Домашние СМИ
«Мумия возвращается» дебютировала на видеокассетах и DVD 2 октября 2001 года. Он станет самым быстро продаваемым DVD в Соединенных Штатах: за первую неделю будет продано 2 миллиона копий. Всего две недели спустя этот рекорд будет установлен «Звёздные войны. Эпизод I: Скрытая угроза». Впоследствии фильм был выпущен в формате Blu-ray высокой чёткости в июле 2008 года и в формате UHD Blu-ray в 2017 года.